# Christian Dondera
Christian Dondera (* 25. Januar 1969 in Pyskowice) ist ein ehemaliger deutscher Fußballspieler.

## Karriere
Dondera stand Ende der 1980er Jahre zwei Jahre bei Bayer 05 Uerdingen unter Vertrag, wurde aber nicht eingesetzt. Mit dem Bayer 05 A-Jugendjahrgang um Ansgar Brinkmann und Marcel Witeczek wurde er 1987 Deutscher Junioren-Meister durch einen 2:1-Finalsieg gegen Eintracht Frankfurt. 1988 rückte der Mittelfeldspieler aus der Jugend in den Bundesligakader des Klubs auf. Jedoch schaffte es Dondera nicht, sich gegen die erfahrenen Spieler wie Friedhelm Funkel, Holger Fach oder auch den gleichaltrigen Horst Steffen durchzusetzen. 1988/89 wurde Dondera mit Uerdingen Dreizehnter, im Folgejahr nur Vierzehnter. Daraufhin verließ er den Klub. In den Neunzigerjahren spielte er bei einigen westdeutschen Vereinen, seine wichtigste Station war von 1992 bis 1997 Rot-Weiss Essen. 1993/94 gab Dondera sein Profidebüt in der 2. Bundesliga, als er von Trainer Jürgen Röber am ersten Spieltag der neuen Saison in der Startformation aufgeboten wurde. In der Zweitligasaison war der Mittelfeldspieler der einzige Essener, der in jedem Punktspiel für den Klub auflief. Trotzdem konnte auch er den Abstieg nicht verhindern. 1996 stieg er nochmals mit den Rot-Weissen auf, ohne jedoch Stammspieler in der Saison 1996/97 zu sein. Für Essen bestritt Dondera 49 Zweitligaspiele und erzielte dabei sieben Tore, sowie weitere 75 Spiele (10 Tore) in Regional- und Oberliga. Zu seinem größten Erfolg in dieser Zeit gehört das Erreichen des Endspiels um den DFB-Pokal 1993/94, als man dort Werder Bremen mit 1:3 unterlag. In der Finalpartie stand Dondera über die volle Spielzeit auf dem Feld. In der Winterpause 1996/97 verließ der Offensivakteur Essen und schloss sich Germania Teveren an, wo er bis Sommer 1998 unter Vertrag stand. 1998/99 stand Dondera dann schließlich bei Schwarz-Weiß Essen in der Oberliga Nordrhein unter Vertrag. Weitere Vereine, für die Dondera auflief, waren Hamborn 07 und der 1. FC Bocholt.
Eine Zeitlang arbeitete Dondera an der Seite von Patrick Notthoff im Reha-Zentrum in Oberhausen als Reha-Trainer. Heute betreibt er eine eigene Praxis für Physiotherapie in Krefeld.

## Erfolge
- Aufstieg in die 2. Bundesliga mit Rot-Weiss Essen: 1996
- DFB-Pokal-Finalist: 1994

## Trivia
- Nach seiner aktiven Laufbahn wurde Dondera noch regelmäßig in die Traditionsmannschaften von Rot-Weiss Essen[8] und Uerdingen[9] eingeladen.